# Villa de Reyes
Villa de Reyes es una localidad del estado mexicano de San Luis Potosí, cabecera del municipio homónimo.

## Ubicación
Se encuentra en la ubicación 21°48′27″N 100°56′17″O / 21.80750, -100.93806, a una altura aproximada de 1800 m s. n. m.
La zona urbana ocupa una superficie de 7.212 km².

## Demografía
Según los datos registrados en el censo de 2020, la población de Villa de Reyes es de 12 017 habitantes, lo que representa un crecimiento promedio de 1.5% anual en el período 2010-2020 sobre la base de los 10 383 habitantes registrados en el censo anterior. Al año 2020 la densidad poblacional era de 1666 hab/km².
| Gráfica de evolución demográfica de Villa de Reyes entre 2000 y 2020 |
|                                                                      |
| Fuente: Instituto Nacional de Estadística Geografía e Informática    |

La población de Villa de Reyes está mayoritariamente alfabetizada, (2.55% de personas mayores de 15 años analfabetas, según relevamiento del año 2020), con un grado de escolaridad en torno a los 9 años. Solo el 0.29% de la población se reconoce como indígena. 

El 94.1% de los habitantes de Villa de Reyes profesa la religión católica.
En el año 2010 estaba clasificada como una localidad de grado medio de vulnerabilidad social. Según el relevamiento realizado, 3235 personas de 15 años o más no habían completado la educación básica, —carencia conocida como rezago educativo—, y 2659 personas no disponían de acceso a la salud.

## Economía
Las principales actividades económicas de la población son la agricultura y el comercio. La planta generadora de la Comisión Federal de Electricidad y la empresa Productora Nacional de Papel Destintado emplean a una porción significativa de la población económicamente activa de la localidad.

## Presidentes Municipales
Ismael Nicolás Hernández (2024-2027)
Daniel Lagunas López (sustituto 2022-2024)
Erika Irazema Briones Pérez + (2018-2021 /2021- desceso 2022)
Juan Gabriel Solís Ávalos (2015-2018)
José Piedad Galicia Chiquito (2012-2015)
Javier Salazar Mendoza (2009-2012)
Jesús Guerrero Orta (interino 2008-2009)
Gustavo Alarcón Aguilar (2006- destitución 2008)
Ernesto López Cano (2003-2006)